# Zlatko
Zlatko je moško osebno ime.

## Izvor imena
Ime Zlatko je slovansko in je tvorjeno s sufiksom -ko iz pridevnika zlat.  

## Različice imena
- moške različice imena: Zlato, Zlatan, Zlatoslav, Zlate, Zlatjan, Zlatibor, Zlatimir, Zlatije, Zlatomir
- ženska različica imena: Zlata
- pomensko sorodni imeni: Avrelij, Avrelija

## Pogostost imena
Po podatkih Statističnega urada Republike Slovenije je bilo na dan 31. decembra 2007 v Sloveniji število moških oseb z imenom Zlatko: 2.462. Med vsemi moškimi imeni pa je ime Zlatko po pogostosti uporabe uvrščeno na 92. mesto.

## Osebni praznik
V koledarju je ime Zlatko uvrščeno k imenu Avrelij; god praznuje 20. ali pa 27. julija.